# Касемабаде-Горджи
Касемабаде-Горджи (перс. قاسم‌آباد گرجی‎) — село на севере Ирана, в остане Альборз. Входит в состав шахрестана Саводжболаг. Является частью дехестана (сельского округа) Рамджин бахша Чехарбаг.

## География
Село находится в южной части Альборза, к югу от хребта Эльбурс, на расстоянии приблизительно 10 километров к западу от Кереджа, административного центра провинции. Абсолютная высота — 1276 метров над уровнем моря.

## Население
По данным переписи 2006 года население села составляло 1126 человек (583 мужчины и 543 женщины). В Касемабаде-Горджи насчитывалось 262 семьи. Уровень грамотности населения составлял 65,99 %. Уровень грамотности среди мужчин составлял 70,5 %, среди женщин — 61,14 %.